# Адемилсон
Адеми́лсон Бра́га Би́спо Жу́ниор (порт.-браз. Ademilson Braga Bispo Junior; родился 9 января 1994, Кубатан, Бразилия), более известный как Адеми́лсон (порт.-браз. Ademilson) — бразильский футболист, нападающий клуба «Ухань Фри Таунс».

## Клубная карьера
Дебют Адемилсона в составе «Сан-Паулу» состоялся 2 февраля 2012 года в матче чемпионата штата Сан-Паулу против «Гуарани». 22 июля в матче чемпионата Бразилии против «Флуминенсе», проходившем на стадионе «Орландо Скарпелли», он дебютировал в основном составе и отметился голом. Свой первый гол на международной арене он забил 1 августа в матче против «Баии» в рамках Южноамериканского кубка.

## Клубная статистика
| Клуб             | Сезон            | Лига | Лига | Кубок | Кубок | Континент.1 | Континент.1 | Другие2 | Другие2 | Всего | Всего |
| Клуб             | Сезон            | Игры | Голы | Игры  | Голы  | Игры        | Голы        | Игры    | Голы    | Игры  | Голы  |
| ---------------- | ---------------- | ---- | ---- | ----- | ----- | ----------- | ----------- | ------- | ------- | ----- | ----- |
| Сан-Паулу        | 2012             | 23   | 3    | 1     | 0     | 6           | 1           | 2       | 0       | 32    | 4     |
| Сан-Паулу        | 2013             | 21   | 2    | 0     | 0     | 8           | 2           | 10      | 2       | 39    | 6     |
| Сан-Паулу        | 2014             | 10   | 1    | 5     | 1     | 1           | 0           | 15      | 3       | 31    | 5     |
| Сан-Паулу        | Всего            | 23   | 3    | 1     | 0     | 6           | 1           | 2       | 0       | 32    | 4     |
| Всего за карьеру | Всего за карьеру | 23   | 3    | 1     | 0     | 6           | 1           | 2       | 0       | 32    | 4     |

1 ↑  Игры и голы в континентальных турнирах, включая Южноамериканский кубок.
2 ↑  Игры и голы в других турнирах, включая чемпионат штата Сан-Паулу.

## Достижения
Сан-Паулу
- Обладатель Южноамериканского кубка: 2012

Молодёжные
 Сан-Паулу
- Молодёжный чемпионат штата Сан-Паулу: 2011

 Бразилия (до 20 лет)
- Кубок 8 наций: 2012
- Турнир в Тулоне: 2014